# Escut de Torrefarrera
L'escut oficial de Torrefarrera té el següent blasonament:
Escut caironat: de gules, una torre oberta d'argent sobremuntada d'una creu de Malta d'argent i acompanyada de dues ferradures d'argent. Per timbre, una corona mural de poble.

## Història
Va ser aprovat el 26 de maig del 2006 i publicat al DOGC el 14 de juny del mateix any amb el número 4654.
Les armes parlants de Torrefarrera fan al·lusió al nom del poble: la torre, element tradicional, i les ferradures. La creu de Malta vol indicar que el lloc fou atorgat als hospitalers el 1186.